# Doroixys capillosus
Doroixys capillosus is een eenoogkreeftjessoort uit de familie van de Notodelphyidae. De wetenschappelijke naam van de soort is voor het eerst geldig gepubliceerd in 2009 door Ho & I.H. Kim.